# Annenaltar (Feldkirch)

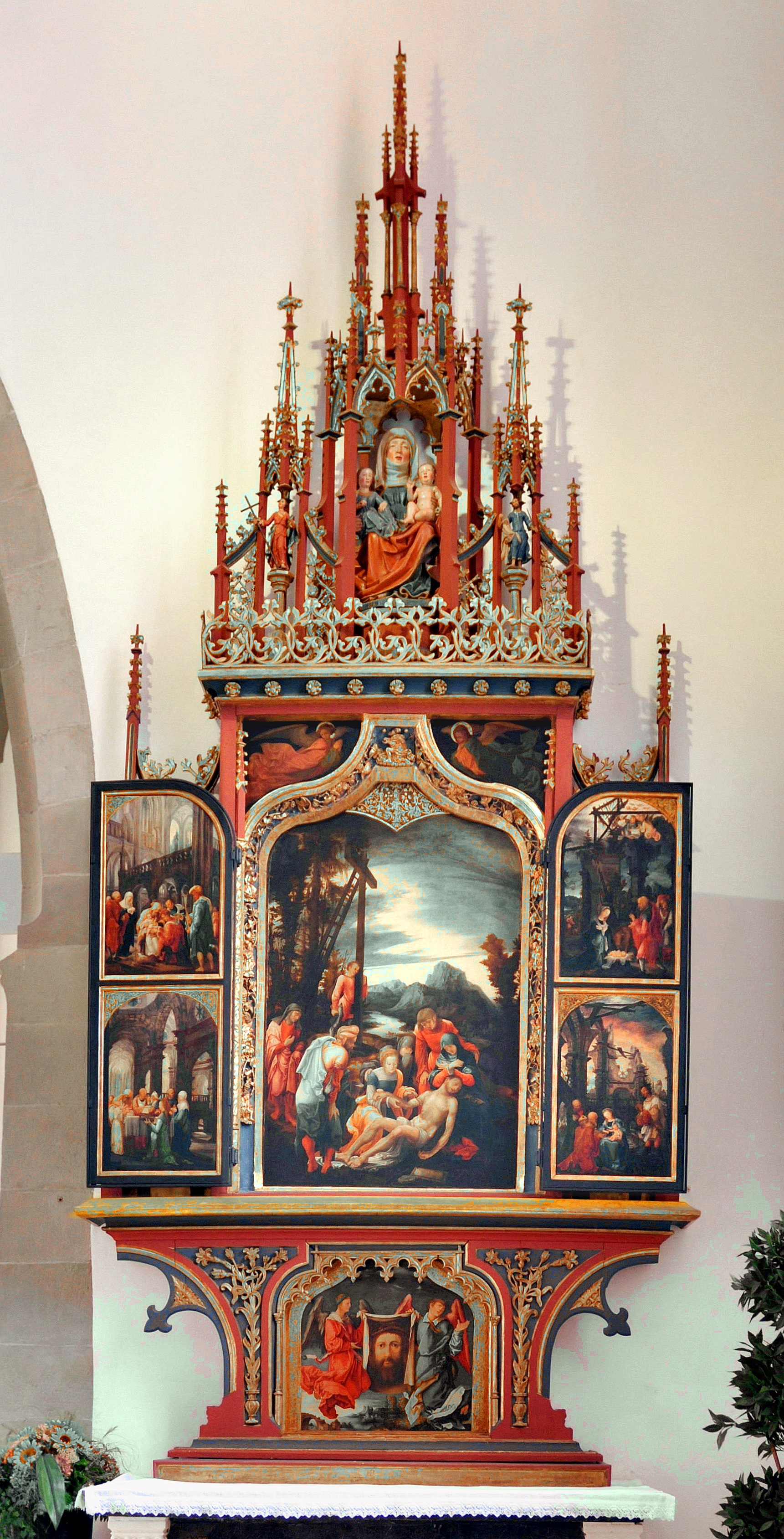
Annenaltar, Feldkirch, Dom St. Nikolaus

Der Annenaltar in der Dompfarrkirche Feldkirch wurde 1521 von dem aus Feldkirch stammenden Künstler Wolf Huber geschaffen. Er gilt als Meisterwerk der sogenannten Donauschule.

## Auftrag und Errichtung
Wolf Huber erhielt 1515 von der Annenbruderschaft den Auftrag, einen Altar zu schaffen. Der Werkvertrag mit allen Details zu Herstellung und Bildprogramm ist in einer Abschrift aus dem 18. Jahrhundert erhalten und wird im Stadtarchiv Feldkirch aufbewahrt. Huber führte die Arbeiten in seiner Werkstatt in Passau aus und errichtete den Altar 1521 in der Stadtpfarrkirche Feldkirch.
Die finanziellen Mittel der St.-Anna-Bruderschaft ermöglichten die Errichtung eines außergewöhnlichen Kunstwerks. Das Bildprogramm umfasste in erster Linie die Anna-Legende, die Heilige Sippe, die Kindheit Jesu sowie das Schweißtuch der Veronika und die Beweinung Christi. Als Vorbild dienten auch Holzschnitte aus Albrecht Dürers Marienleben. Huber widmete seine einfühlsame Aufmerksamkeit der Darstellung des Landschaftlichen und stellte die Themen in den geographischen Zusammenhang.

## Geschichte und Verbleib der Seitenflügel
1521 wurde der Annenaltar in der Annenkapelle, der heutigen Muttergotteskapelle des Doms in Feldkirch, freistehend aufgestellt, so dass er von beiden Seiten zu besichtigen war. 1822 wurde er in mehrere Teile zerlegt, 1827 an der Nordwand des Langhauses neu platziert, aus Platzgründen aber verkleinert: Es verblieben lediglich das Beweinungsbild, Teile des Altarschreins und das Sippenrelief. Das Schweißtuch Christi wurde in der heutigen Abendmahlskapelle untergebracht. Erst 1872/78 kam der Altar an die Stelle, an der er sich heute noch befindet, allerdings ohne die originalen Seitenflügel, stattdessen mit neugotischen Tafelbildern.
Über den Verbleib der Seitenflügel herrschte lange Ungewissheit. Heute geht man davon aus, dass sie in den 1820er Jahren in die Leonhardskirche in Feldkirch verbracht wurden. Nach deren Abriss 1851 gelangten sie auf Umwegen in die Kirche des Klosters Riedenburg in Bregenz. Nachdem das Kloster im Zweiten Weltkrieg als Lazarett genutzt worden war, entdeckte Erwin Heinzle, Konservator des Landes Vorarlbergs, die vier beidseitig bemalten Tafelgemälde 1953 in einer Abstellkammer. Dem Fund war ein Hinweis von Oswald Graf Trapp, dem Tiroler Landeskonservator und Bruder einer Klosterschwester, vorangegangen, doch bleibt es Heinzles Verdienst, die Tafeln sofort als das verschollene Werk des Wolf Huber erkannt zu haben. Gemeinsam mit dem Restaurator Andreas Amann konnte er dann auch auf einer Tafel das Monogramm „W.H.“ und auf einer anderen die Datierung „1521“ entziffern.
Das Land Vorarlberg bot in Folge 600.000 Schilling, doch private Interessenten, die beabsichtigten, die Tafelbilder einzeln auf den Markt zu bringen, überboten diese Summe. Um dies zu verhindern, erwarb der Schweizer Industrielle, Kunstsammler und Mäzen Emil Georg Bührle die außergewöhnlichen Kunstwerke und stellte sie dem Kunsthistorischen Museum Wien zur Verfügung. 1967 wurden die Tafeln nach langen Verhandlungen dem Vorarlberger Landesmuseum übergeben.
Ende des 20. Jahrhunderts formierte sich eine „Wolf-Huber-Initiative-Feldkirch“, der es schließlich gelang, den Altar in seiner ursprünglichen Form wiederherzustellen. Am 26. April 2006 wurde der Annenaltar in Feldkirch erstmals nach 180 Jahren wieder mit den originalen Seitenflügeln der Öffentlichkeit präsentiert.